# 찐끼에우 (숭의왕)
찐끼에우(베트남어: Trịnh Kiều / 鄭橋 정교, 17세기 초 ~ 1642년)는 대월 후 레 왕조 찐 주의 제5대 군주인 찐짱의 아들이다.

## 생애
득롱 4년(1632년) 음력 2월, 후 레 왕조의 예부상서(禮部尙書) 소위(少尉) 난군공(蘭郡公) 응우옌텃(阮實) 등이 지절(持節)하여 금책(金冊)과 은인(銀印)을 받들고서 좌첩군영(左捷軍營) 태부(太傅) 숭군공(崇郡公)인 찐끼에우를 흠차절제각처수보제영(欽差節制各處水步諸營) 겸총내외(兼總內外), 평장군국중사(平章軍國重事), 부장국정(副掌國政), 태위(太尉), 숭국공(崇國公)으로 임명하였고, 웅위부(雄威府)로 개부(開府)하였다. 다시 후 레 왕조에서 관리를 파견해 지절하여 은책(銀冊)과 인(印)을 받들고서 협의영(協義營) 태위(太尉) 숭군공(嵩郡公) 찐쓰(鄭樗)를 숭악공(嵩岳公)으로 하고 협의부(協義府)로 개부하였다. 부의영(扶義營) 태위(太尉) 용군공(勇郡公) 찐카이(鄭楷)는 웅례공(勇禮公)으로 하고 부의부(扶義府)로 개부하였다. 승의영(勝義營) 태부(太傅) 경군공(瓊郡公) 찐레는 경엄공(瓊巖公)으로 하고 승의부(勝義府)로 개부하였다. 또한 응우옌호앙의 아들 태보(太保) 부군공(附郡公) 응우옌학(阮潶)과 병부상서(兵部尙書) 태보(太保) 등군공(登郡公) 응우옌카이(阮啓) 등을 태부(太傅)로 임명하였다. 음력 6월 1일, 큰비가 왔다. 음력 6월 5일, 찐짱이 직접 아들인 태위 숭국공 찐끼에우를 데리고 여러 영기(營奇)를 인솔하여 배를 태고 타인찌현(靑池縣)으로 가서 길에 방죽을 쌓고 건축물을 보호하는 것을 관찰하게 하였다.
즈엉호아 5년(1639년) 음력 12월, 찐끼에우가 찐짱의 뜻을 받들어 엄중한 경계를 선포하고 법령 12조를 집행하였다. 법의 주요 내용은 직무 내용을 자세하게 할 것과 민심을 기쁘게 할 것을 근본으로 하는 것이었다.
즈엉호아 8년(1642년) 음력 9월, 사망하였다. 조정에서 상재상상(上宰上相)을 추증하였고, 시호를 웅도(雄度)라 하였다. 찐짱이 그를 숭의왕(崇義王)으로 추봉하였다.

## 참고 문헌
- 《대월사기전서》속편(續編)